# Prožni trk
Próžni tŕk (tudi elástični tŕk) je trk, pri katerem je skupna kinetična energija vseh delcev pred trkom enaka skupni kinetični energiji vseh delcev po trku. Do prožnega trka pride le v primeru, ko se nič kinetične energije ne pretvori v notranjo energijo, npr. pri trkih med atomi. Pri trkih makroskopskih teles to navadno ne velja, saj se del mehanske energije pretvori v toploto. Pri trkih med dvoatomnimi in večatomnimi molekulami se lahko del translacijske kinetične energije pretvori v vibracijsko in rotacijsko energijo, sicer pa jih lahko navadno obravnavamo kot prožne.

## Matematični izrazi
Zgled obravnava prožni trk dveh točkastih teles v eni razsežnosti.
Ohranitev gibalne količine:
{\displaystyle m_{1}v_{1}+m_{2}v_{2}=m_{1}v_{1}'+m_{2}v_{2}'}
Pri tem sta {\displaystyle m_{1}} in {\displaystyle m_{2}} masi prvega in drugega telesa, {\displaystyle v_{1}} in {\displaystyle v_{2}} njuni hitrosti pred trkom ter {\displaystyle v'_{1}} in {\displaystyle v'_{2}} njuni hitrosti po trku.
Ohranitev kinetične energije:
{\displaystyle m_{1}v_{1}^{2}+m_{2}v_{2}^{2}=m_{1}v_{1}'^{2}+m_{2}v_{2}'^{2}}
Iz obeh enačb lahko izrazimo hitrosti teles po trku z njunimi hitrostmi pred trkom:
{\displaystyle v_{1}'={\frac {v_{1}(m_{1}-m_{2})+2m_{2}v_{2}}{m_{1}+m_{2}}}}
{\displaystyle v_{2}'={\frac {v_{2}(m_{2}-m_{1})+2m_{1}v_{1}}{m_{1}+m_{2}}}}